# Shrek 4 : Il était une fin
Pour les articles homonymes, voir Shrek.
Pour l’article ayant un titre homophone, voir Schreck.
Série Shrek
Shrek le troisième
(2007) Shrek 5
(2026)
Série Le Chat potté
Le Chat potté
(2011)
Pour plus de détails, voir Fiche technique et Distribution.
Shrek 4 : Il était une fin (Shrek Forever After) est un film d'animation américain réalisé par Mike Mitchell et sorti en 2010.
Il s'agit du quatrième volet de la saga Shrek produite par DreamWorks Animation, il est suivi du film Le Chat potté.
Shrek est maintenant un père de famille et bien-aimé parmi les villageois locaux. Par désir et nostalgie de l'époque où il était craint, il fait un pacte avec Tracassin et efface toute son existence accidentellement. Pour restaurer son existence, Shrek doit retrouver l'amour de Fiona et l'embrasser avant que le soleil se lève, ou il va disparaître à jamais.
Le film reçoit des critiques généralement positives et a est no 1 aux États-Unis et au Canada pendant trois semaines consécutives pour un total mondial de 752 millions de dollars.
Un cinquième film, Shrek 5, est annoncé pour le 30 juin 2027.

## Synopsis
Le nain Tracassin raconte l'histoire du conte de fée de Fiona. Spécialiste des transactions magiques, il avait pour ambition de régner sur le royaume de Fort Fort Lointain. Le roi Harold et la reine Lillian, désespérés que leur fille soit toujours enfermée dans sa tour et ayant peur qu'elle y reste encore longtemps, avaient pris à contrecœur la décision de faire appel à ce personnage inquiétant. En échange de mettre fin à la malédiction de Fiona, Tracassin leur demanda le royaume. Alors que le roi s'apprêtait à signer le contrat, un héraut vient leur annoncer que la princesse a été libérée, rendant ainsi inutile le contrat que le roi déchire. Dépité de voir passer cette affaire sous son nez, Tracassin fulmine contre Shrek qui, en libérant Fiona, l'a empêché de mener à bien son projet machiavélique, et rumine sa vengeance.
Shrek et Fiona sont devenus les heureux parents de trois triplets ogres, Fergus, Furkle et Félicia, et vivent heureux dans leur marais. Mais le temps passant, Shrek commence à s'ennuyer et à ne plus supporter la routine entre les biberons et les couches, les envahissements permanents de l'Âne et de Potté, et le voyeurisme des touristes, son marais étant devenue une attraction touristique et les gens n'ayant plus peur de lui.
Une fête d'anniversaire est organisée pour le premier anniversaire des trois petits ogres, mais rien ne va comme prévu : il n'y a plus de gâteau car les trois petits cochons ont tout mangé, les enfants pleurent, Fiona demande à Shrek de gérer la situation, l'Âne, Potté, Pinocchio et les autres ne sont d'aucune aide et un insupportable enfant du village insiste pour que Shrek lui fasse son rugissement. Ce dernier, excédé, craque et pousse un hurlement d'enfer, avant d'écraser du poing le gâteau d'anniversaire et de sortir de la salle où se déroulait la fête. Fiona le suit et il lui avoue alors regretter le bon vieux temps où il était un ogre libre, sans obligations et où il était craint par les villageois. Puis il part dans la forêt.
Tracassin assiste à cette discussion et voit là le moyen de se venger et d'exécuter son plan. Il fait mine d'avoir un accident de carrosse afin d'attirer Shrek et d'engager la conversation à l'intérieur en lui servant des verres. Il finit par lui avouer son problème et le manque qu'il ressent. Tracassin saute sur l'occasion et lui propose un contrat : « Ogre pour un jour ». Shrek pourra redevenir pour un jour un ogre normal, seul et craint de la population, en échange d'un jour de sa vie. Il hésite, mais Tracassin finit par le convaincre en le rassurant sur le fait que le jour qu'il échangera sera un jour de son enfance, dont il n'a aucun souvenir. Convaincu, il laisse Tracassin choisir le jour et signe.
Il est immédiatement propulsé dans un univers parallèle où son rêve s'est réalisé : il est revenu à une époque où les gens sont terrorisés par les ogres. Il exulte et passe son temps à effrayer la population, avant de ne tomber sur des affiches où la tête de plusieurs ogres est mise à prix. Reconnaissant Fiona sur l'une d'entre elles et ayant une réalisation soudaine, il retourne à son marais, où sa maison n'a jamais existé. Il est capturé par des sorcières, qui l'enferment dans une calèche tiré par l'Âne, pour être amené devant le roi. Il ne le reconnait pas, malgré son insistance.
En arrivant dans le palais, Shrek réalise que le roi n'est autre que Tracassin, qui lui explique qu'il s'est fait avoir puisque le jour que Tracassin lui a pris est le jour de sa naissance. Dans cet univers, Shrek n'a jamais existé, il n'a donc pas libéré Fiona de sa tour, et Harold et Lillian ont signé le contrat avec Tracassin. Ils ont été effacé de la terre par Tracassin, qui est devenu roi, avec comme cour une armée de sorcières. Pire encore : puisqu'il n'a jamais vu le jour, Shrek cessera d'exister à la fin de cette journée, au moment de la fin du contrat.
Après une course-poursuite avec les sorcières sur un balai, Shrek parvient à s'échapper du château avec l'Âne, qu'il réussit à convaincre de le suivre. Lorsqu'il lui explique avoir signé un contrat avec Tracassin, l'Âne lui parle de la clause de sortie cachée du contrat, dissimulée dans les lettrines et dorures du bord de feuille. En pliant le contrat d'une certaine manière Shrek apprend que le contrat peut être rompu et annulé par un baiser d'amour véritable. Il lui faut donc retrouver Fiona. Il part alors la chercher dans le château où elle était prisonnière, mais celui-ci est désert.
Dans la forêt, Shrek et l'Âne tombent sur un piège qui les amène dans le repaire d'une armée d'ogres, qui leur expliquent qu'ils sont en guerre contre Tracassin et les sorcières, et qu'ils forment un mouvement de résistance luttant pour leur liberté. Fiona arrive alors, et s'avère être devenue leur cheffe, une puissante guerrière respectée. Shrek tente de lui parler mais celle-ci ne le reconnait pas, et l'écarte.
Il se résout alors à essayer de la séduire, et se rend dans sa tente où il découvre Potté, devenu un chat domestique obèse et paresseux. Il tente en vain d'embrasser Fiona, qui le repousse, ne croyant pas en l'existence d'un véritable amour car n'ayant jamais été sauvée de sa tour (elle s'est enfuie par ses propres moyens) et trop occupée à monter une attaque contre Tracassin. Ils finissent tout de même par s'entrainer au combat ensemble, ce qui les rapproche.
Alors qu'ils se mettent en place pour le passage du cortège, Shrek parvient à parler à Fiona et la convainc presque en lui donnant des détails précis et intimes sur elle, dont la malédiction dont elle est toujours victime (ogresse la nuit, princesse le jour). L'embuscade tendue par les ogres est un échec, car Tracassin n'est pas dans le carrosse comme ils le croyaient.
À la place, ils y trouvent le Joueur de flûte, qui a été embauché par ce dernier pour se débarrasser des ogres : il les envoûte grâce à sa musique, et les obligent à danser et à avancer vers le château. Shrek et Fiona sont cependant secourus par Potté et l'Âne, qui tire un chariot. Fiona est furieuse de l'échec de son plan, qu'elle attribue à Shrek, alors que celui-ci tente de la convaincre encore, lui disant que ce baiser devrait tout réparer. Elle accepte et ils s'embrassent, mais rien ne se passe, Shrek réalisant que Fiona ne l'aime pas. Fiona le laisse en plan et part sauver ses ogres.
Lorsqu'il apprend que Shrek et Fiona n'ont pas été capturés par le Joueur de flûte, l'inquiétude et la colère de Tracassin augmente et il décide de mettre leur tête à prix : il fait passer à tout le royaume un message expliquant que toute personne lui rapportant Shrek se verrait en l'échange récompenser par « le deal d'une vie », un contrat permettant de réaliser ses souhaits les plus fous.
Apprenant cela, Shrek, pris d’inquiétude, se rend de lui-même, afin de bénéficier du contrat tout en se faisant prisonnier. Mais contre toute attente, il ne l'annule pas (selon Tracassin, celui-ci ne pouvait de toute façon être annulée d'aucune autre manière que celle indiquée par sa clause de sortie), préférant rendre leur liberté aux ogres. Il se rend compte que Fiona n'a pas été libérée, car n'étant pas complètement ogresse du fait de sa malédiction. Cet acte de libération touche cette dernière qui réalise alors la sincérité de l'amour de Shrek. Tous deux sont enfermés dans la même pièce et donnés en spectacle aux sorcières avec Dragonne, que Tracassin lâche sur eux.
C'est le moment que choisissent les ogres, qui étaient rentrés incognito dans le château via une énorme boule à facettes que Tracassin voulait remplacer, pour sortir de leur cachette et se battre. Ils finissent par vaincre les sorcières et attraper Tracassin. Mais le matin est là et le soleil commence à se lever. Le contrat touchant à son terme, Shrek commence à s'effacer, mais profite de ses derniers instants pour remercier Fiona pour cette journée et pour avoir pu « tomber amoureux d'elle une nouvelle fois », et celle-ci l'embrasse.
Shrek disparait, mais alors que le soleil est levé, Potté fait remarquer à Fiona qu'elle ne s'est pas transformé et qu'elle est toujours ogresse. Elle réalise, et Tracassin lui aussi avec horreur, que le baiser qu'elle a échangé avec Shrek était un baiser d'amour véritable, ce qui a pour conséquence d'annuler le contrat passé entre Tracassin et Shrek : la réalité dans laquelle ils se trouvent disparait, et la réalité redevient celle de départ, au moment où Shrek pousse son hurlement. Celui-ci Revenu à lui et réalisant que le contrat a été rompu et qu'il est revenu dans la bonne réalité, il embrasse Fiona et ses enfants, réalisant à quel point ils lui ont manqué et à quel point Fiona a changé sa vie. La fête a lieu dans la réjouissance.
Plus tard, Shrek organise une fête dans son marais avec ses amis, sa famille et les autres ogres, en présence d'un Tracassin enfermé dans une cage, mécontent de son échec.

## Fiche technique
Sauf indication contraire, les informations mentionnées dans cette section peuvent être confirmées par la base de données cinématographiques IMDb,  présente dans la section « Liens externes ».
- Titre original : Shrek Forever After
- Titre français : Shrek 4 : Il était une fin
- Réalisation : Mike Mitchell
- Scénario : Darren Lemke et Josh Klausner
- Direction artistique : Max Boas et Michael Hernandez
- Décors : Peter Zaslav
- Photographie : Yong Duk Jhun
- Montage : Nick Fletcher
- Musique : Harry Gregson-Williams
- Production : Teresa Cheng et Gina Shay
  - Production associée : Patty Kaku
  - Production déléguée : Andrew Adamson, Aron Warner et John H. Williams
- Sociétés de production : DreamWorks Animation et Pacific Data Images
- Société de distribution : Paramount Pictures
- Budget : 165 000 000 dollars[1]
- Pays de production :  États-Unis
- Langue originale : anglais
- Format : couleur - 35 mm - 2,35:1 - son Dolby Digital / DTS / SDDS
- Genre : animation, cinéma, aventures, fantastique
- Durée : 93 minutes
- Dates de sortie :
  - États-Unis : 21 avril 2010 (première mondiale au festival du film de Tribeca), 21 mai 2010
  - France : 30 juin 2010
  - Belgique : 14 juillet 2010

## Distribution

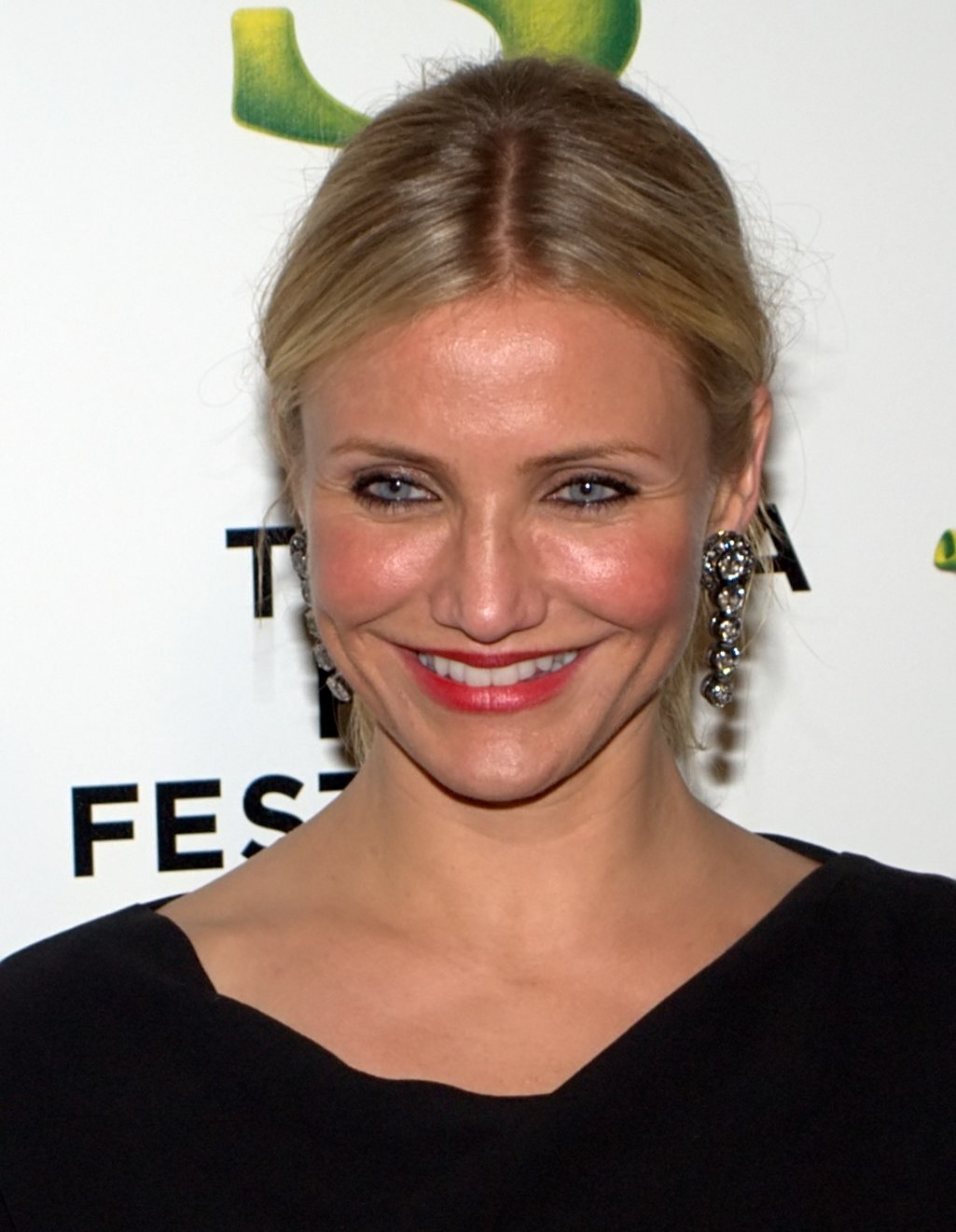
L'actrice Cameron Diaz, lors de la première américaine du film en 2010.

### Voix originales
- Mike Myers : Shrek
- Eddie Murphy : l'Âne
- Cameron Diaz : La princesse Fiona
- Antonio Banderas : le Chat potté
- Walt Dohrn : Nain Tracassin / prêtre / ogre Krekraw
- Julie Andrews : la reine Lillian
- Jon Hamm : Brogosse
- John Cleese : roi Harold
- Craig Robinson : Gastro, le cuisinier
- Jane Lynch : Grétine
- Cody Cameron : Pinocchio
- Larry King : Doris
- Regis Philbin : Mabel
- Christopher Knights : les souris aveugles
- Conrad Vernon : Ti-Biscuit
- Aron Warner : le grand méchant loup
- Chris Miller : le miroir magique / le messager royal / Geppetto
- Mike Mitchell : Pantalon-au-Beurre
- Ryan Seacrest : père de Pantalon-au-Beurre

### Voix françaises
- Alain Chabat : Shrek
- Med Hondo : l'Âne
- Barbara Tissier : la princesse Fiona
- Boris Rehlinger : le Chat potté
- William Coryn : le nain Tracassin
- Tania Torrens : la reine Lillian
- Xavier Fagnon : Brogosse
- Michel Prudhomme : le roi Harold
- Jean-Loup Horwitz : les 3 petits cochons
- Pascal Légitimus : Gastro, le cuisinier
- Marie-Madeleine Burguet-Le Doze : Grétine
- Alexandre Gillet : Pinocchio
- Jean Barney : Doris
- Jacques Bouanich : Mabel
- Éric Métayer : les souris aveugles
- Emmanuel Garijo : Ti-Biscuit
- Philippe Catoire : le grand méchant loup
- Edgar Givry : le miroir magique / le messager royal / Geppetto

## Production
Après le succès de Shrek 2, un troisième et un quatrième film Shrek, ainsi que des plans pour un cinquième et dernier film, ont été annoncés en mai 2004 par Jeffrey Katzenberg : « Shrek 3 et 4 vont révéler d'autres questions sans réponse et, enfin, dans le dernier chapitre, nous allons comprendre comment Shrek arrive dans ce marécage, quand nous le rencontrons dans le premier film ». En octobre 2006, DreamWorks Animation révèle que le quatrième film sortira en 2010.
En octobre 2007, Katzenberg annonce un titre pour le quatrième film : Shrek Goes Fourth. Cependant, en mai 2009, DreamWorks Animation ré-intitule le film Shrek Forever After. Un mois plus tard, il est annoncé que ce quatrième film serait finalement le dernier de la série Shrek. L'annonce est confirmée par Bill Damaschke, directeur de la production créative chez DreamWorks Animation, déclarant : « Tout ce qui a été aimé à propos de Shrek dans le premier film est présenté dans le dernier film ».
Tim Sullivan a été engagé pour écrire le scénario en mars 2005, mais il fut par la suite remplacé par Darren Lemke et Josh Klausner. Klausner déclare lors d'une interview : « Quand je suis arrivé sur le projet, le film n'était pas censé être le dernier chapitre - il y avait à l'origine 5 films de Shrek. Puis, environ un an durant le développement, Jeffrey Katzenberg a décidé que l'histoire que nous avons faite était la bonne façon pour le voyage de Shrek d'arriver à sa fin, ce qui était incroyablement flatteur ». En mai 2007, peu avant la sortie du troisième film, il est annoncé que Mike Mitchell réalisera le nouvel épisode.

## Musique
- Shake Your Groove Thing de Peaches & Herb (joué par le Joueur de flûte lorsqu'il ensorcelle les ogres).